# Joseph Huet
Joseph Huet (* 30. September 1827 in Paris; † 23. Februar 1903 in La Vacherie, Arrondissement Les Andelys, Département Eure) war ein französischer Zoologe und Taxidermist. Sein Hauptinteresse galt der Mammalogie.

## Leben
Huet war der Sohn eines Kupferstechers. 1844 wurde er Mitarbeiter am Muséum national d’histoire naturelle. 1857 wurde er zweiter Präparator in der Taxidermie. 1864 ersetzte er den verstorbenen Zoologen Théodore Poortman (1804–1863) als stellvertretenden taxidermischen Leiter der Säugetierabteilung. Ab 1874 übte Huet kurzfristig die Position des Galeriewärters aus, bevor er 1876 stellvertretender Naturforscher am zoologischen Lehrstuhl für Säugetiere und Vögel wurde. Er folgte Alphonse Milne-Edwards und war insbesondere für die Überwachung der Menagerie verantwortlich. 1890 ging er in den Ruhestand. Er war verheiratet und hatte einen Sohn.
Im Museum widmete sich Huet die meiste Zeit der Installation und Pflege der Präparate. Er machte jedoch auch Beobachtungen an lebenden Säugetieren, was es ihm erlaubte, mehrere neue Arten zu beschreiben. Seine Veröffentlichungen umfassen Artikel über den Beutelwolf, den Elch, die Senegal-Grasantilope, das Philippinische Pustelschwein und den Mantelbrüllaffen.
Huet verfasste die wissenschaftlichen Erstbeschreibungen zum Palawan-Bartschwein (Sus ahoenobarbus), zum Kongo-Goldmull (Huetia leucorhina), zur Somali-Elefantenspitzmaus (Galegeeska revoili), zum Ocker-Buschhörnchen (Paraxerus ochraceus), zur Angola-Furchenzahn-Bachratte (Pelomys campanae) und zum Palawan-Stinkdachs (Mydaus marchei).
1880 veröffentlichte Huet die Monographie Recherches sur les écureuils Africains, zu der John Gerrard Keulemans zwei Chromolithographien anfertigte.

## Dedikationsnamen
Pater Armand David benannte 1874 die Unterart Alcippe morrisonia huetii der Grauwangenalcippe zu Ehren von Joseph Huet. 1883 beschrieb Alphonse Trémeau de Rochebrune die afrikanische Bilchart Graphiurus hueti. Da jedoch Zweifel an dem von Rochebrune genannten Herkunftsort bestehen und auch kein Holotypus existiert, synonymierten Peter Grubb und William Frank Harding Ansell dieses Taxon 1996 mit dem 1888 von Fredericus Anna Jentink beschriebenen Großen Afrikanischen Bilch (Graphiurus nagtglasii). Lothar Forcart (1902–1990) nannte 1942 auch eine Gattung Huetia, die sich auf den Kongo-Goldmull (Huetia leucorhina (Huet), 1885) als Genotyp bezog.